# Grans
Grans ist eine französische Gemeinde mit 5382 Einwohnern (Stand 1. Januar 2022) im Département Bouches-du-Rhône der Region Provence-Alpes-Côte d’Azur. 

## Geografie
Die Gemeinde liegt fünf Kilometer südwestlich von Salon-de-Provence. Weitere Nachbarorte sind Lançon-Provence, Miramas und Cornillon-Confoux. Der Ort liegt an der Touloubre.

## Sehenswürdigkeiten
- Portal der Kapelle Sainte Anne aus dem 17. Jahrhundert und ihr Glockenturm (1664)
- Kirche aus dem Jahr 1772
- Häuser der Revolutionsarchitektur

## Persönlichkeiten
- Germaine Richier, Bildhauerin und Grafikerin (* 1902 in Grans; † 1959)

## Demografie

### Bevölkerungsentwicklung
| Jahr      | 1962 | 1968 | 1975 | 1982 | 1990 | 1999 | 2008 | 2016 |
| Einwohner | 2216 | 2446 | 2801 | 3095 | 3436 | 3716 | 4153 | 4911 |

### Altersstruktur
24 Prozent der Bevölkerung sind 19 Jahre alt oder jünger. Sieben Prozent der Bevölkerung sind 75 Jahre alt oder älter. Damit liegt der Altersdurchschnitt leicht unter dem gesamtfranzösischen Altersdurchschnitt.